# Sydney Andrews
Sydney Patricia Andrews Mancini Field est un personnage de fiction de la série télévisée américaine Melrose Place. Elle est interprétée par Laura Leighton. Il s'agit de l'un des personnages féminins les plus populaires de la série et de l'histoire de la télévision. Laura Leighton a été nommée aux Golden Globes en 1995, pour cette interprétation.
Ce personnage de Sydney est devenu populaire, en raison de sa force face aux épreuves, dont elle parvient toujours à se relever. 

## Première apparition
Sydney fait sa première apparition dans le 19e épisode de la saison 1 (La sœur Cadette), où elle vient rendre visite à sa sœur aînée Jane Mancini et son mari Michael Mancini. L'on apprend que Sydney a quitté ses études, sans le dire à ses parents. Jane accepte alors de mentir pour elle. Michael ne la porte pas totalement dans son cœur, mais ils vont vite se rapprocher en organisant l'anniversaire surprise de Jane, notamment.  
Sydney se fait engager comme assistante d'une créatrice de mode qu'elle adule, et qui n'est autre que la patronne de sa sœur.   

Sydney quitte Los Angeles dans l'épisode 20 de la saison 1, après une dispute avec sa sœur, le soir où elle devait la conduire à son anniversaire surprise. 

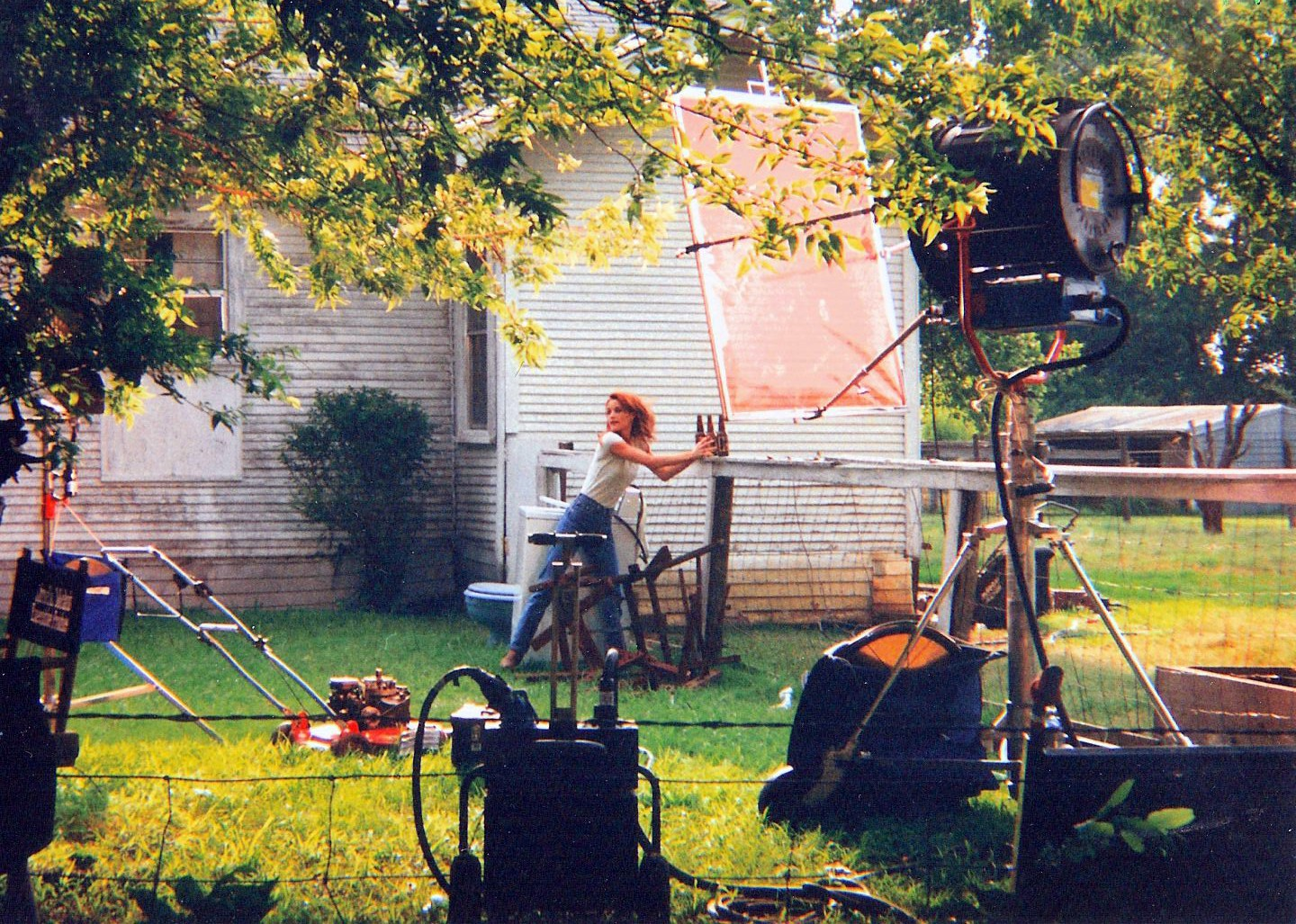
Laura Leighton, l'interprète de Sydney Andrews, ici lors du tournage dIn the Name of Love: A Texas Tragedy

## Personnage au générique
Sydney est introduite définitivement dans la série, à partir de l'épisode 2 de la saison 2, avec son retour à Melrose Place. Sydney apparaît au milieu de l'épisode, sur une plage avec sa sœur Jane, en fin d'après-midi.  
L'on comprend que Jane est allée chercher Sydney à l'aéroport, et qu'une fois installée à l'appartement, elles sont allées à la plage à pieds, où Jane se confie à Sydney. Jane vient de divorcer de Michaël, et Sydney arrive pour la soutenir, en passant quelques jours chez elle. Sur la plage, Jane confesse son désespoir à Sydney, lui disant que la fin de son mariage vient de briser tous ses rêves, comme par exemple celui d'avoir des enfants avec Michaël. Sydney prend alors Jane dans ses bras.  
Au fil de la saison, le personnage s'implante dans la série. Si bien que Sydney ne repart pas comme prévu, et loue un appartement dans la résidence, à l'étage (sa sœur est au rez-de-chaussée).  

## Romance avec Michaël
Michaël divorce d'avec Jane, sœur de Sydney, pour demander Kimberly Shaw en mariage. Ce dernier trompait son épouse avec Kimberly, depuis un certain temps, notamment lors de leurs gardes à l'hôpital. 
Alors qu'il est fiancé à Kimberly, Michael va se laisser séduire par Sydney. Ils passent leur première nuit ensemble, dans sa maison de la plage. Leur liaison va durer un certain temps, et une scène montre même Sydney obligée de s'enfuir par la terrasse et s'en aller à pieds sur la plage, quand Kimberly rentre plus tôt d'un congrès médical. Jusqu'au moment où Kimberly les surprendra au lit. Pour se venger, cette dernière ira le répéter à Jane, qui, extrêmement déçue, ne manquera de reprocher à Sydney, ce qu'elle considère comme une trahison, surtout après le mal que Michael a pu lui faire. Un froid s'installera entre les deux sœurs. 

## Mariage avec Michaël
Michaël cause un accident de voiture, et sa fiancée décède (c'est en fait la mère de Kimberly qui fait croire à ce décès, pour empêcher le mariage de sa fille avec Michael). 
C'est alors qu'il épouse Sydney. Michaël devient très vite le nouveau chef de clinique de l'hôpital.  
En épouse modèle de médecin, Sydney intègre le comité des œuvres caritatives de l'hôpital, en sa qualité de Madame Michaël Mancini.   
C'est lors d'une réunion avec les autres épouses de médecins, dans sa maison de la plage, que Sydney apprendra le décès de sa grand-mère, par sa sœur Jane, qui passe alors spécialement chez elle pour le lui annoncer. La scène montre alors Jane, qui pour parler à sa sœur, reste soigneusement en retrait sur la terrasse où sont les épouses des confrères de son ex-mari. Un peu comme si Jane observe son ancienne vie. Le personnage marque même un temps d'arrêt très appuyé, avant que Sydney aille à sa rencontre, et son regard est celui de quelqu'un qui observe ce qu'il connaît, ce qu'il a vécu (en revanche, si Jane connaît parfaitement ce cadre caritatif de l'hôpital, elle n'a jamais vécue dans cette maison de la plage. Michaël l'ayant loué après leur divorce).   

## Le réseau deLorraine
Lorraine, à la tête du plus important réseau de call-girl de Los Angeles, est arrêtée et emprisonnée. Ce personnage de passage dans la série, a été interprété par Kristian Alfonso, très connue pour jouer Hope Brady depuis 1983, dans le soap Des Jours et des Vies.
Sydney lui propose alors de reprendre ses affaires, le temps de son incarcération. 
Michael découvre qu'un ponte de l'hôpital, le docteur Levin, est un client du réseau. Il lui fait du chantage. C'est ainsi que Michael devient chef de clinique. 
Bien que Sydney n'a pas été inquiété par la Justice pour cette activité, il en est fait mention dans la saison suivante :
- Au tribunal, lors du procès de Jo Reynolds, où les grands-parents de son fils veulent obtenir l'autorité parentale pour ce dernier, l'avocat adverse met en lumière tous les défauts et les scandales des habitants de la résidence Melrose Place, afin de prouver que Jo vit dans un environnement malsain pour un enfant. Il précise alors que Jo est voisine de Sydney Andrews, qui a dirigé un temps les affaires de Lorraine... Il mentionne aussi que Sydney et sa sœur Jane (qui témoigne à la barre) sont toutes deux les ex-épouses du même homme, mais vivent dans la même résidence.

## Le retour de Kimberly
Kimberly qui n'était pas morte, s'échappe de l'emprise de sa mère, et revient à Los Angeles, pour se venger de Michael. 
La première apparition de Kimberly, pour son retour, se fait sur la plage, de nuit. Elle observe alors son ancienne maison. Elle aperçoit Sydney qui rentre avec des sacs de boutiques, et Michaël qui l'accueille avec un dîner aux chandelles, avant de l'embrasser. 
Ce tableau renforce encore plus la colère de Kimberly. 
Cette scène est devenue culte, puisqu'elle est énormément utilisée, encore aujourd'hui, que ce soit lors de reportages sur la série, ou les acteurs concernés, etc. 
Après cela, Kimberly décide de jouer un temps au fantôme, pour effrayer Michaël. Le lendemain matin, alors qu'il prend son café avec Sydney sur la plage, Kimberly apparaît sur le balcon de la maison. Michaël croit à une hallucination inquiétante et n'en dit rien à Sydney.  

## Divorce avec Michaël
Kimberly reprend sa place de médecin à l'hôpital. Elle exerce une pression malsaine sur Michaël pour le récupérer. Il demande le divorce d'avec Sydney, tant il croit effacer sa culpabilité avec Kimberly, en la demandant en mariage. 
Kimberly fonce alors en voiture sur Michaël, qui en réchappe. Elle tente de faire passer Jane pour la coupable, mais c'est finalement Sydney qui est soupçonnée par la police, qui la considère comme la future ex-épouse en colère. 
Michael en profite pour expédier son divorce avec Sydney (coupable aux yeux de tous), afin de ne lui verser aucune pension alimentaire. Elle n'obtient que 5 000 dollars de dédommagement de sa part. 
Michael et Sydney tentent de conclure leur divorce dans un grand restaurant. C'est alors que Sydney le met en garde contre Kimberly, avec cette phrase culte qui illustre le légendaire personnage du docteur Kimberly Shaw : S'il fallait refaire le débarquement en Normandie, elle pourrait y aller toute seule. Michael rigole. Mais il découvre par la suite, que c'est bien Kimberly qui a essayé de le tuer.

## Surnoms

### Surnom affectif
Michaël l'appelle souvent Syd (y compris après leur divorce, et après leur seconde séparation). C'est également le surnom que lui donne souvent sa sœur, Jane. Ces derniers sont les deux seuls personnages à appeler Sydney par ce surnom. Mais parfois, plus rarement, un troisième personnage s'ajoute à cette familiarité : l'on surprend Billy Campbell appeler Sydney ainsi. Ce qui est surprenant parce que l'on ne peut pas considérer les deux personnages comme vraiment très proches, mais il y a là une certaine sympathie de Billy pour Sydney.  

### Surnom à l'hôpital
Après son divorce d'avec Michaël, son personnage aura pour surnom : La numéro 2. Soit, seconde épouse du Dr Mancini. Ce surnom se limite au cadre de l'hôpital, à l'accueil. Il est donné par les infirmières, quand elles transmettent un appel de Sydney. Toutefois, devant le médecin, les infirmières disent : Votre seconde femme. Il en sera de même pour toutes autres ex-épouses de Michaël, qui téléphonent. Elles auront ce surnom avec leur numéro respectif, pour les différencier. 

## La descente aux enfers
Une fois divorcée, Sydney sombre très vite. Lorraine sort de prison à ce moment-là, et reprend ses affaires. Elle en profite pour escroquer Sydney. Elle l'intimide avec la violence de ses sbires, pour obtenir plus de bénéfices, en revenant sur leur accord d'un 50/50. 
Sydney va se mettre à faire du strip-tease dans un club, pendant quelques jours. 
Puis, elle va travailler comme couturière pour l'entreprise de sa sœur : Mancini Design. 
Cette dernière est en affaire avec un escroc, Chris Marchette, qui se fiance avec elle. Celui-ci va draguer Sydney en cachette, et même exercer une pression sur elle. Très mal à l'aise, Sydney démissionne. 
Elle se fait embaucher comme serveuse au Shooters, qui est le bar de son voisin Jake Hanson. C'est à ce moment-là qu'une romance va naître entre eux. Sydney va alors aussi gérer la partie administrative et la comptabilité du bar.  
Sydney reprend alors confiance et va mieux. Mais Chris Marchette va de nouveau l'intimider et tenter de la violer dans le bar, à la fermeture. 

### L'enlèvement de luxe
Chris détourne de l'argent de Mancini Design, et il enlève Sydney qui fait les boutiques à Hollywood, en la faisant monter de force dans sa limousine. 
Il l'emmène à Las Vegas en louant la plus belle suite d'un casino. 
Sydney téléphone à Jake, pour lui demander secours. Mais le temps qu'il arrive, Sydney s’accommode de la situation, et Jake va la retrouver en robe de soirée, avec des diamants, se faisant livrer un grand repas dans cette suite de luxe. Il lui dit alors : T'as pas trop l'air d'une victime.
Il comprend tout de même qu'elle est bien victime de Chris. Peu de temps après ça, Jake et Sydney vont se séparer, notamment à cause de cette affaire d'enlèvement. Jake se rend compte que Sydney et lui sont trop différents. Mais comme pour toutes ses ex-petites amies (notamment celles de la résidence de Melrose Place), Jake va rester un protecteur pour Sydney à plusieurs reprises. 

## PDG de Mancini Design
Sydney parvient à obtenir 50 000 dollars de Michaël, et la même somme par Kimberly. Elle décide d'investir cet argent dans Mancini Design, pour venir en aide à sa sœur, victime de l'escroquerie de Chris. 
Elle y met une condition : diriger la société en tant que PDG. 
Mais très vite, les deux sœurs vont avoir des désaccords, notamment lorsque Jane découvre que Sydney aide financièrement Michaël (pour payer son loyer) avec l'argent de l'entreprise. Ce dernier est séparé de Kimberly, et Sydney et lui commencent à se revoir.  
Jane monte alors un stratagème pour que Sydney démissionne de son poste de PDG, et elle y parvient. Cette période est celle de la scène du ''Pastrami spécial'', devenue culte pour les fans, pour son côté humoristique.  
Mais un mois plus tard, Jane fera faillite. Michaël associé de cette entreprise, sera furieux, et fera part à Jane de son étonnement quant à cette faillite qui intervient après un investissement de 100 000 dollars de Sydney, même si Jane est connue pour être une mauvaise gestionnaire en matière de finances.    

## Sydney et Michaël: les héros de Melrose Place
Lors d'une soirée de charité de l'hôpital, Sydney surprend Kimberly qui se parle à elle-même, face à un miroir, disant : « Je vais tuer, Michaël, Jane, Sydney, Matt, et Amanda, oui je les tuerais tous. ». Sydney en parle alors immédiatement à Michaël, et ils commencent à enquêter sur Kimberly. Ils découvrent des éléments troublants, et suspectent cette dernière de projeter réellement de porter atteinte à leurs vies. Ils iront voir la police, qui ne prendra pas au sérieux leurs soupçons (au regard notamment de toutes les affaires qui les entourent depuis toutes ces années, et qui fait qu'aux yeux de la police, Sydney est toujours celle qui aurait tenté de tuer Michaël, bien que c'était Kimberly...). 
Sydney surprend Kimberly qui place des explosifs dans la résidence. Kimberly assomme Sydney, qui tente de s'enfuir pour prévenir la police, et l'attache dans la cave de Melrose Place. Une fois que Sydney est réveillée, Kimberly lui détaille ses plans. Elle dit par exemple (avec folie, ironie, et méchanceté) que si elle a placé une bombe sous l'appartement d'Alyson, ce n'est pas qu'elle a quelque chose contre les alcooliques, mais simplement que c'était le seul moyen de faire exploser celui de Matt, à côté, qu'elle déteste. 
Michaël arrive et sauve Sydney, après avoir assommé celle qui est toujours sa femme. 
Sydney et Michaël courront partout dans la résidence pour faire sortir leurs amis de leurs appartements qui vont exploser. 
Sydney se dirige en premier vers celui de sa sœur, Jane. Grâce à eux, tout le monde sera sain et sauf. Mis à part Alison Parker, qui, ivre (en raison de son alcoolisme), refusera de sortir de chez elle et deviendra aveugle temporairement. La compagne de Richard (qui a une liaison avec Jane) arrive dans la résidence à ce moment-là, et décédera d'une crise cardiaque. 
Michaël et Sydney sont donc les héros de ce passage le plus marquant, et légendaire, de l'histoire de la série, où le lieu principal de l'action qui est l'identité du feuilleton explose.

## Seconde chance avec Michaël
Kimberly est internée, et Michaël demande le divorce. 
Il reprend alors la vie commune avec Sydney, à la maison de la plage. Tous les deux vivent maritalement, au point que Sydney remplace la présidente du comité des œuvres caritatives de l'hôpital, pour organiser la soirée de Noël, où Michaël doit prononcer un discours. Au micro, Sydney présente Michaël comme son ''mari'', pour annoncer son discours, et dit, avec un brin d'humour : Mon mari, mais aussi mon médecin personnel, le Dr Michaël Mancini. Avec cette petite phrase, et ce retour de Sydney au comité caritatif de l'hôpital, la série laissait donc entrevoir un remariage du couple, rapidement.  
Sydney organise aussi une fête surprise pour l'anniversaire de Michaël, où tous les amis de Melrose Place sont présents. Les années 1960 (année de naissance de Michaël) sont le thème de la décoration du gâteau, avec le symbole Peace and Love.   
Michaël et son confrère Peter Burns fondent un cabinet médical. Sydney en est la secrétaire au départ, avant d'en devenir une associée à 10%, tout en restant secrétaire de direction du cabinet.   
Malheureusement, le couple se sépare de nouveau, à cause de Jane qui a tenté de séduire Michael lors de la soirée de Noël, mais aussi à cause de Kimberly qui est sortie de l'hôpital psychiatrique, et qui fait tout pour récupérer Michaël dont elle refuse de divorcer.  
Néanmoins, Sydney restera très longtemps secrétaire de direction du cabinet après cette seconde séparation avec Michaël. Ce qui permet encore une fois à la série d'entretenir la complicité de l'ex-couple, pour laisser espérer au téléspectateur, un retour à leur amour. Elle quittera cet emploi, après que Peter furieux lui demande de partir : ce dernier a été en détention provisoire (pour un meurtre qu'il n'a pas commis) et les conséquences financières pour le cabinet étaient désastreuses. Sydney a donc vendu la maison de Peter, pour faire face aux dettes, comme son contrat l'autorisait. Mais son tort est de l'avoir fait sans le prévenir, et à sa sortie de prison, le grand chirurgien se retrouve ruiné et à la rue, d'où sa colère.  

## Productrice d'un film pour adultes, par accident
Après cette seconde séparation avec Michaël, Sydney retourne dans son appartement de Melrose Place, et propose à Bobby Parezzi de l'héberger quand il se retrouve ruiné. Ce dernier, frère de l'ex-mari d'Amanda, est issu d'une famille mafieuse avec qui il a coupé les liens. 
Sydney avait sympathisé avec lui, quand elle organisait la soirée de Noël de l'hôpital. Bobby avait prêté sa villa de luxe, pour l'occasion. Pourtant, au départ, Sydney n'était pas favorable à l'idée de faire cette soirée dans une demeure dont le propriétaire est apparenté à la Mafia. Elle tombe sous son charme, mais ils restent cependant uniquement des amis. 
Une connaissance de Bobby passe un jour à l'appartement. C'est un homme sulfureux, qui entraîne Sydney (dans le dos de Bobby) dans un projet de production d'un petit téléfilm. Mais en fait, il cache à Sydney que ce film est pornographique. Cette dernière, coproductrice, découvre avec stupeur au dernier moment, sur le plateau de tournage, le véritable projet. 
Dans la saison suivante, quand Richard fait chanter financièrement Sydney et Jane, l'on découvre le montant de ses bénéfices avec ce film. Quand Sydney dit à sa sœur qu'elle peut retirer 20 000 dollars, Jane lui demande d'où vient une telle somme. Sydney avoue alors, avec un peu de mal (parlant avec saccades), que cette somme correspond à sa part de bénéfices, dans la production d'un film porno. Jane est très choquée, mais aussi soulagée de voir une telle somme, et elle se contente de la réponse de Sydney, qui dit : Je sais, c'était stupide mais lucratif, je t'expliquerais plus tard. 

## Jane et Richard
Richard Hart, l'ex associé et ex petit-ami de Jane, a violé cette dernière. Jane demande alors à Sydney de l'aider à le tuer. Sydney qui tente par tous les moyens de l'en dissuader, va finalement se retrouver à défendre Jane qui est sous la menace de Richard, en lui donnant un coup de pelle sur la tête, supposé fatale. 
Jane et Sydney vont l'enterrer dans le désert. Mais Richard qui n'était pas mort, va leur faire vivre un  véritable cauchemars pendant des mois. Il finira par mourir réellement, mais ni Jane ni Sydney n'en seront responsables. 
Bien plus tard, dans une autre saison, lorsque Jane retrouve sa mère biologique et délaisse sa famille adoptive, Sydney revient sur cette période sombre avec Richard, pour dire à sa sœur : qu'elle était là pour la soutenir après son viol, contrairement à sa mère biologique qui l'a abandonné. Cette dernière, interprétée par Donna Mills, surprend la conversation, et apprend alors pour la première fois le viol dont sa fille a été victime. Cette scène est interprétée avec beaucoup de justesse et d'émotion par Donna Mills. 

## Fenêtre sur cour
Dans la saison 5, la série fait un clin d’œil au film Fenêtre sur cour. Allison Parker doit rester allongée un temps, toute la journée, pendant sa grossesse. Jake Hanson lui laisse la fenêtre de leur salon ouverte, avant de partir travailler. Alison surprend ainsi les conversations et petits secrets de ses amis et voisins dans la cour. 
Sydney et Kyle Mc Bride ont eu une brève liaison, alors qu'il était marié à Taylor Mc Bride. En instance de divorce, il découvre que cette dernière vient d'apprendre son adultère avec Sydney. Il frappe à sa porte pour lui demander des explications. Alison entend tout, avec Samantha Reilly qui vient lui rendre visite. C'est ainsi que toute la bande apprendra avec surprise, l'aventure de Kyle et de Sydney. 

## Mariage avec Craig Field
Sydney se marie avec Craig Field (interprété par David Charvet). Mais le jour des noces, elle sera mortellement renversée par une voiture dans sa robe de mariée, juste après la cérémonie. Au volant de cette voiture, l'on retrouve Samantha Reilly l'ex-épouse de Billy Campbell. En fait, l'accident est causé par le père de Samantha, qui est un fugitif, passager de la voiture. 

## Le retour de Sydney (Melrose Place''nouvelle génération'')

### Fausse mort
12 ans après, dans Melrose Place Nouvelle Génération, spin-off de la série, l'on apprend que Sydney est en réalité vivante. Une sombre affaire l'obligeait a s'enfuir et à protéger son nouveau mari. Elle a profité de cet accident, pour falsifier sa mort avec la complicité de Michael .
Le personnage de Craig Field, devenu veuf inconsolable, mettait fin à ses jours, dans sa Mercedes sur la plage. 12 ans après, le téléspectateur apprend alors que son suicide est doublement tragique.

### Nouvelle vie et retrouvailles avec Michaël
Après ces longues années où elle se faisait passer pour morte, Sydney revient. Désormais dans les affaires du monde de l'art, elle est la propriétaire de la résidence Melrose Place. Elle retrouve Michaël, qui est marié et père d'un petit garçon. Ils auront une liaison. La fille de Sydney découvre une lettre où cette dernière fait part de sa déception quant au fait que Michaël sera toujours incapable d'être l'homme d'une seule femme, après toutes ces années. 
Elle écrit aussi que son ''ex-mari fait ressortir chez elle ses vieux démons''... 

### Prison
Sydney révèle à Michaël qu'elle vient de passer les six dernières années en prison, après la découverte par les autorités de son faux décès. Elle lui confirme qu'elle n'a jamais dénoncé sa complicité dans la falsification de cet acte à l'hôpital. 

### Décès dans la piscine / assassinée par une autreMmeMancini
13 ans après sa fausse disparition, Sydney décède réellement dans la piscine de la résidence Melrose Place. De toute l'histoire de la série (originale et nouvelle génération), le personnage de Sydney est le second à mourir dans la piscine. Le premier étant celui de Brooke Armstrong, l'épouse de Billy Campbell, en 1995. 
Pour l'anecdote, dans la saison 4 où Brooke décède, Sydney reprochait alors à Kimberly (qui habitait temporairement la résidence) d'avoir été absente au moment du drame, arguant qu'en tant que médecin, elle pouvait peut-être la sauver. 
Dans l'épisode 12, l'on découvre que c'est la nouvelle épouse de Michaël qui a assassiné Sydney. Au regard des divers triangles amoureux de Michaël avec toutes ses ex-épouses, le spin-off de la série a offert un comble : Sydney, seconde épouse de Michaël, assassinée par la cinquième épouse de ce dernier.  
Par légitime défense, la fille de Sydney tuera la meurtrière de sa mère, également dans la piscine de la résidence.  

### Arrestation de Michaël
La police suspecte Michaël d'avoir assassiné son ex épouse, alors qu'il avait une liaison adultérine avec elle, et l'arrête. Le spin-off de la série voulait faire ici un coup de théâtre, en accusant (à tort) Michaël d'avoir assassiné Sydney. Eux qui avaient été un couple emblématique, voire légendaire, de la série originale. 